# Qaqortukulooq
Qaqortukulooq [qɑˌqɔtːukuˈlɔːq] (nach alter Rechtschreibung K'aĸortukulôĸ) ist eine wüst gefallene grönländische Schäfersiedlung im Distrikt Qaqortoq in der Kommune Kujalleq.

## Lage
Qaqortukulooq liegt an einer 140 m schmalen Meerenge, die das Ende des Qaqortukuluup Imaa mit dem Qaqortukuluup Tasiusaa verbindet. 11 km südwestlich liegt die Schäfersiedlung Upernaviarsuk. Die nächsten größeren Orte sind der 19 km südwestlich gelegene Kommunehauptort Qaqortoq und das 18 km nordwestlich gelegene Narsaq.

## Geschichte

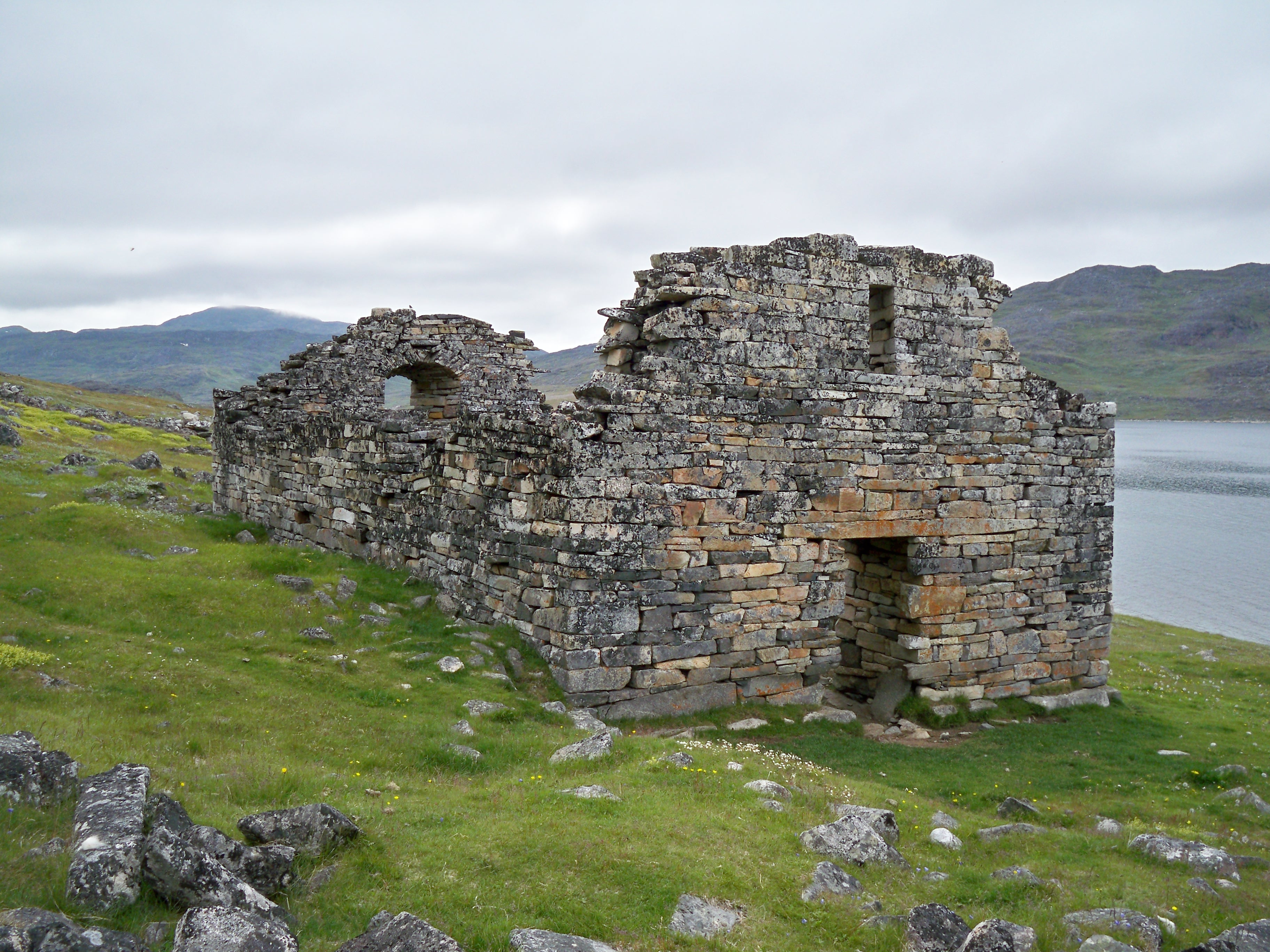
Die Kirchenruine von Hvalsey (2014)

Einige Hundert Meter westlich des heutigen Qaqortukulooq befinden sich die Ruinen der Grænlendingarsiedlung Hvalsey, deren Kirche die besterhaltene mittelalterliche Kirchenruine des Landes ist. Der Landnámabók zufolge gründete Þorkell farserkr, der ein Cousin oder Neffe mütterlicherseits von Erik dem Roten war, Hvalsey und war somit Stammvater der dort lebenden Grænlendingar.
Bereits 1723 entdeckte Hans Egede die Ruinen nur zwei Jahre nach seiner Ankunft in Grönland. Sie wurden in den folgenden Jahrzehnten genauer vermessen und in den 1930er Jahren leitete der dänische Archäologe Aage Roussell größere Ausgrabungen. 1999 stellte man bei weiteren Untersuchungen fest, dass die um 1300 errichtete Kirche bereits ein Nachfolgebau einer früheren Kirche war.
Das heutige Qaqortukulooq ist eine mittlerweile verlassene Schaffarm. 1955 und 1960 lebten fünf Personen in Qaqortukulooq, 1965 vier und 1968 drei. Der eine Schäfer besaß 1966 etwa 900 Schafe.